# Báthory

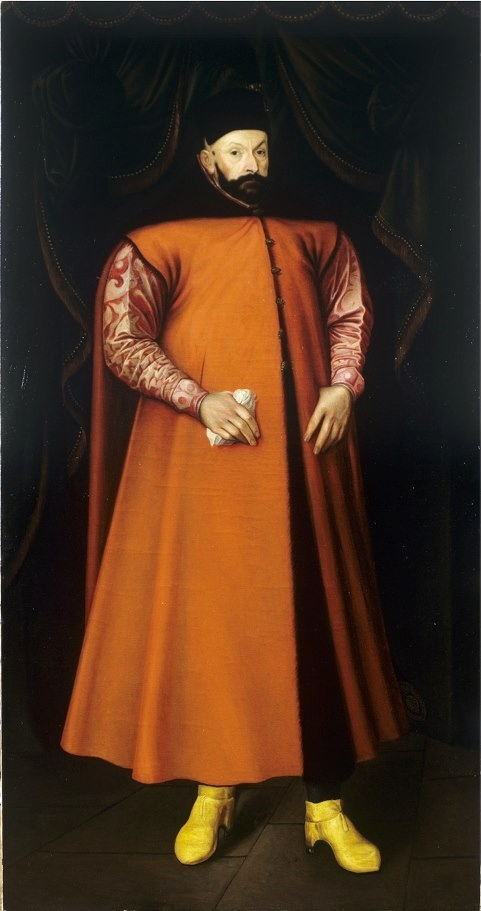
Stefanus Báthory, koning van Polen

Báthory (Pools: Batory) is een magnatengeslacht van vermoedelijk Duitse herkomst waarvan verschillende leden over Zevenburgen (Transsylvanië) heersten.

## Geschiedenis
De adellijke familie stamt af van de stam Gutkeled, die macht had over Centraal-Oost-Europa (de gebieden die nu bekend zijn als Polen, Hongarije, Slowakije en Roemenië) en kreeg een relatief belangrijke rol halverwege de 13e eeuw. Tijdens het verlaten van zijn stamverleden nam Briccius de naam Báthory aan, naar het familielandgoed in Bátor, het huidige Nyírbátor (de naam van deze plaats is een eigennaam die dapper betekent).
De macht van de familie groeide tot een hoogtepunt rond het midden van de 16e eeuw, waarna deze begon af te nemen en compleet verdween rond 1658. Grote vorsten, leden van het gerecht, houders van diverse kerkelijke en burgerlijke posten behoorden tot de familie.

## Bekende telgen
- Stefanus (István) Báthory (1477-1534), door Johan I Szapolyai van Hongarije in 1529 tot vojvoda van Zevenburgen benoemd
- Stefanus (István) Báthory (1533-1586), zoon van voorgaande, als Stefanus IV vorst van Zevenburgen (1571-1575), als Stefanus I koning van Polen (1575-1586)
- Christoffel (Kristóf) Báthory (1530-1581), oudere broer van voorgaande, vorst van Zevenburgen (1575-1581); gehuwd met Erzsébet, een zuster van István Bocskai
- Sigismund (Zsigmond) Báthory (1572-1613), zoon van Christoffel, vorst van Zevenburgen (1581-1597 en 1599-1602)
- Andreas (András) Báthory (1566-1599), neef van Sigismund, vorst van Zevenburgen (1599)
- Gabriël (Gabor) Báthory (1589-1613), neef van Andreas, vorst van Zevenburgen (1608-1613)
- Elisabeth (Erzsébet) Báthory (1560-1614), 'de Bloedgravin', nicht van Stefanus IV, berucht om haar moordpraktijken en seksuele uitspattingen
- Sophia (Zsófia) Báthory (1629-1680), nicht van Gabriël, verenigde door haar huwelijk met György II Rákóczy de geslachten Báthory en Rákóczy